# Chansons de geste
Chansons de Geste (af fransk chansons: 'sange', og latin gesta: 'dåd, historie') er franske heltekvad og nationale historiesange. De fleste er skrevet i korstogstiden (1100- og 1200-tallet), men omhandlende ca. 300 år ældre begivenheder.
Der findes omkring 150 kvad bevaret, grupperet i tre hovedkredse, nemlig om Karl den Store, de oprørske vasaller og Vilhelm (fx La Chanson de Guillaume). De blev sunget af jonglører til akkompagnement på vielle (gl. violin); de har vers på 10 eller 12 stavelser, meningsmæssigt og musikalsk inddelt i strofer, laisses, med assonans eller samme rim. Fra 1300-t. omsættes flere af dem til prosa.
Det tidligste og mest berømte er Rolandskvadet fra Karl-kredsen. I kredsen om de oprørske vasaller findes fx Gormond og Isembart og Holger Danske (Ogier le Danois). Kvadenes formelagtige stil tyder på, at de bygger på oprindelig mundtlig folkedigtning; idealerne i dem er feudalsamfundets vasaltroskab og krigerære, kampen for konge og fædreland samt kristendommens sejr over islam.